# André Wohllebe
André Wohllebe (ur. 8 stycznia 1962 w Berlinie Wschodnim, zm. 29 grudnia 2014 w Berlinie) – niemiecki kajakarz, trzykrotny medalista olimpijski.
Urodził się w NRD i do zjednoczenia Niemiec startował w barwach tego kraju. Na igrzyskach debiutował w 1988. W Seulu wywalczył dwa brązowe medale na dystansie 1000 metrów, w jedynkach i czwórkach. Cztery lata później, już w barwach zjednoczonych Niemiec, pływał w czwórce i sięgnął po złoto. Zdobywał medale mistrzostw świata na przestrzeni kilkunastu lat (1981-1994).